# Flisz (geologia)

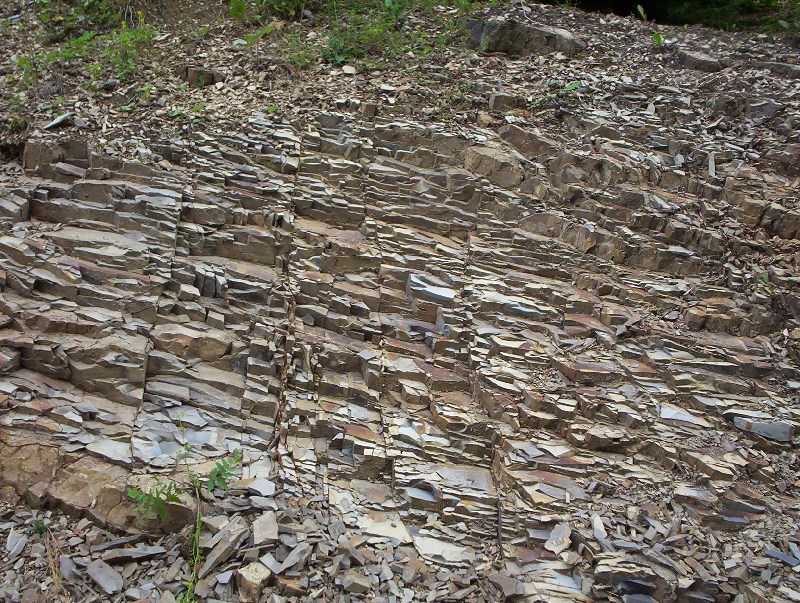
Flisz karpacki

Flisz – zespół skał terygenicznych cechujący się wielokrotną cyklicznością.
Klasyczny cykl (tzw. sekwencja Boumy) rozpoczyna zlepieniec, powyżej leży piaskowiec, następnie mułowiec, a najwyżej w profilu iłowiec. Flisz powstaje na skutek schodzenia po stoku kontynentalnym podwodnych prądów zawiesinowych i osuwisk oraz segregowania grawitacyjnego ziarn w czasie tego transportu. Prawie zawsze flisz tworzył się w głębokim basenie morskim, u podnóża stoku kontynentalnego, ale znane są też sekwencje fliszowe w głębokich jeziorach.
W zarzuconym dziś ujęciu teorii geosynklin, fliszem nazywano serię osadów morskich powstającą w wyniku wypełnienia geosynkliny, na krótko przed orogenezą. Dziś taka definicja fliszu ma znaczenie tylko historyczne.
Skamieniałości fliszowe należą do rzadkości i są reprezentowane przede wszystkim przez mikrofaunę (np. otwornice) i bardzo liczne miejscami skamieniałości śladowe.
W skład skał fliszowych mogą wchodzić:
- iły, mułowce i margle,
- łupki,
- piaskowce,
- zlepieńce.

## Rodzaje fliszu
Ze względu na oddalenie od obszaru źródłowego materiału detrytycznego wyróżnia się:
- flisz bliski (proksymalny)
- flisz daleki (dystalny).

Ze względu na skład petrograficzny wyróżnia się:
- flisz normalny
- flisz daleki piaszczysty
- flisz dziki.

Ze skał fliszowych zbudowane są m.in. zewnętrzne pasma Alp i Karpat (Karpaty Zewnętrzne, zwane też fliszowymi – tzw. flisz karpacki).